# Булашёв, Алексей Николаевич
Алексей Николаевич Булашёв (1906—1988) — советский машиностроитель, конструктор вооружений. Лауреат двух Сталинских премий. Окончил Ленинградский военно-механический институт (1933), инженер-механик.

## Биография
Родился 9 августа 1906 года в Тюмени.
- 1918—1924 — разнорабочий, секретарь ГК комсомола в Павлодаре;
- 1924—1940 — рабочий, инженер-конструктор, начальник КБ, главный конструктор Мотовилихинского машиностроительного завода (завод № 172 имени В. М. Молотова, Пермь);
- 1940—1942 — на Уралмашзаводе: начальник СКБ, заместитель главного конструктора;
- 1942—1956 — Уральский артиллерийский завод имени И. В. Сталина: заместитель главного конструктора, главный инженер, секретарь парткома;
- 1956—1958 — директор завода «Пневмостроймашина»;
- 1958—1966 — в Средне-Уральском совнархозе: главный конструктор, заместитель начальника управления;
- с 1966 года — на Уралмашзаводе: начальник бюро, старший инженер, инженер-конструктор.

В предвоенные и военные годы руководил разработкой и внедрением в серийное производство артиллерийских орудий МЛ-20, М-З0, Д-1, танковых пушек Д-5Т (для танка Т-34), Д-10Т, Д-25 (для танков КВ и ИС), пушек для самоходных установок СУ-122, СУ-152, СУ-100.
Умер 5 мая 1988 года в Свердловске, похоронен на Северном кладбище города.

## Награды и премии
- Сталинская премия первой степени (1942) — за разработку новых типов артиллерийского вооружения
- орден Ленина (1939)
- два ордена Трудового Красного Знамени (1943, 16 сентября 1945[1])
- орден Отечественной войны I степени (18 ноября 1944)[2]
- медали